# Бабич, Момчило
Момчило Бабич (серб. Момчило Бабић; род. 20 октября 1952, Печ, Социалистический автономный край Косово, ФНРЮ) — доктор медицинских наук и профессор Медицинского факультета Белградского университета, дипломат и посол Республики Сербии в Российской Федерации.

## Биография
Учился в Белграде, окончил Медицинский факультет Белградского университета. Степень магистра получил в Москве в качестве стипендиата Всемирной организации здравоохранения на Международном факультете здравоохранения. Специализацию по социальной медицине окончил на Медицинском факультете в Белграде, где получил степень доктора наук в возрасте 34 лет, а спустя два года стал научным сотрудником факультета. С 2000 года является профессором Белградского университета. Был директором Республиканского фонда медицинского страхования с 2013 года.
Стажировки и лекции в мире: Центры по контролю и профилактике заболеваний — Атланта (Джорджия), Университет Джонса Хопкинса — Балтимор (Мэриленд), Национальные институты здравоохранения — Бетесда (Мэриленд), Джорджтаунский университет — Вашингтон (округ Колумбия), Каролинский институт — Стокгольм, Лондонская школа гигиены и тропической медицины — Лондон, Центральный институт усовершенствования врачей и Национальный НИИ общественного здоровья имени Н. А. Семашко — Москва (общая продолжительность обучения в этих учреждениях — около 2 лет).
Был директором Сектора по развитию Клинического центра Сербии, городским секретарём по здравоохранению в Скупщине города Белграда, где инициировал проект «Белград — здоровый город». С 1992 по 2001 год занимал должность директора Клинико-больничного центра «Бежанийска коса». Являлся помощником Министра здравоохранения Республики Сербии и председателем Совета Белградского университета.
Бабич — автор более 250 научных трудов, а также 24 медицинских книг и учебников, среди которых «Медицинский словарь», «Скрининг в медицине» и другие. В сотрудничестве с Университетом Раш в Чикаго опубликовал две книги, автором и редактором которых является он сам: «New Challenges in Health Care» и «Modern Health Care Glossary». Является автором многочисленных статей в области социальной медицины и управления здравоохранением, которые он преподаёт на медицинском факультете в Белграде. Он инициировал и разработал предмет «Современная больница», аккредитованный на 2-м курсе бакалавриата в качестве факультативного предмета, который он преподаёт на медицинском факультете.
Был членом редакционной коллегии старейшего медицинского журнала «Сербский архив всей медицины» и членом Президиума Общества сербских врачей. Является главным редактором проекта «Медицинская энциклопедия», первого издания на сербском языке, в котором участвуют более 250 выдающихся врачей и профессоров медицины. Является президентом Медицинского академического форума, ассоциации врачей академического профиля, с местом нахождения в Белграде. В 2012 году он был награждён Первым европейским домом в Сербии и Европейского движения наградой «Лучший европеец в 2011» в области программ и проектов, за проект «Политика здравоохранения в Сербии до 2022 года».
Занимается живописью, часто жертвует свои работы больницам и на благотворительность.
Профессор Бабич ранее был послом Республики Сербии в Словацкой Республике. По случаю Дня Конституции Республики Сербии в 2020 году он обратился на словацком языке с посланиями дружбы и братства.
16 августа 2021 года организация «Servare et Manere» из Словацкой Республики наградила его Медалью мира за вклад в продвижение мира, взаимопонимания и дружбы между народами.
В феврале 2022 года вступил в должность Посла Республики Сербии в Российской Федерации, и по совместительству стал послом Сербии в Кыргызской Республике, Республике Узбекистан, Туркменистане и Республике Таджикистан.

## Награды
Servare et Manere: памятная медаль дерево мира (анг. Memorial Medal of Tree of Peace).